# Amomum celsum
Amomum celsum ist eine Pflanzenart aus der Gattung Amomum innerhalb der Familie der Ingwergewächse (Zingiberaceae). Sie kommt im südöstlichen Laos und dem zentralen Vietnam vor.

## Beschreibung

### Vegetative Merkmale
Amomum celsum wächst als ausdauernde, krautige Pflanze, die Wuchshöhen von etwa 2,5 Metern erreichen kann. Die tief in den Boden reichenden, weißen Rhizome sind etwa 0,7 bis 1 Zentimeter dick, unbehaart, etwas gerillt und außen mit Schuppen bedeckt. Die ledrigen, außen unbehaarten und gerillten rosaroten bis dunkel braunen Schuppen sind bei einer Länge von 1 bis 2 Zentimetern breit eiförmig mit einem spitzen oberen Ende. Sie fallen bereits nach kurzer Zeit ab. Das Rhizom ist zwischen den einzelnen „Pseudostämmen“ etwa 15 Zentimeter lang. Von jedem Rhizom gehen 3 bis 15, einen lockeren Horst bildende Sprossachsen bzw. „Pseudostämme“ ab. An der mit einem Durchmesser von 1 bis 1,5 Zentimetern etwas geschwollenen Basis haben die Stängel rosarote bis grüne, außen glauke und unbehaarte sowie gerillte Blattscheiden. Die rosaroten bis hellgrünen, ledrigen und eiförmigen Blatthäutchen sind außen filzig behaart und werden 0,5 bis 0,7 Zentimeter lang; ihr oberes Ende ist gestutzt bis abgerundet und die Ränder sind bewimpert.
Jeder Stängel besitzt etwa 20 Laubblätter. Diese sind in Blattstiel und Blattspreite gegliedert. Der grüne rinnige Blattstiel ist kahl und ist bei einer Länge von 0,2 bis 0,5 Zentimetern sehr kurz. Die einfache Blattspreite ist bei einer Länge von 14 bis 35 Zentimetern sowie einer Breite von 2 bis 8 Zentimetern länglich bis länglich-lanzettlich mit spitz zulaufender Blattbasis und lang geschwänzten, etwa 3,5 Zentimeter langen oberen Ende. Die dunkelgrüne Blattoberseite ist genauso wie die hellgrüne und glauke Blattunterseite kahl. Die Blattspreiten weisen an der Unterseite eine auffällige Blattnervatur auf. Die Blattränder sind ganzrandig.

### Generative Merkmale
Nahe an der Stängelbasis aus dem Rhizom entwickelt sich auf einem etwa 2 Meter langen und rund 0,5 Zentimeter dicken, grünen und mit Ausnahme der kahlen Basis filzig behaarten Blütenstandsschaft ein bei einer Länge von etwa 10 Zentimetern sowie einem Durchmesser von 3 bis 5 Zentimetern länglich-zylindrischer Blütenstand, in dem die Blüten dicht zusammen stehen. Je Stängel wird ein Blütenstand gebildet und es blühen ein bis zwei Blüten gleichzeitig. Der Blütenstandsschaft ist mit rötlich grünen bis braunen, hartledrigen, gerillten und außen rauen sowie filzig behaarten Schuppen mit papierartigen bis bewimperten Rändern, einem spitzen oberen Ende sowie einem etwa 1 Millimeter langen und rund 2 Millimeter breiten, blattartigen Sporn bedeckt, welche unterschiedlich geformt sein können. Die Schuppen an der Schaftbasis sind bei einer Länge von 1 bis 2 Zentimetern sowie einer Breite von 1 bis 1,5 Zentimetern breit eiförmig, während sie im mittleren Schaftsbereich länglich-linealisch geformt sind und zwischen 10 und 20 Zentimetern lang und 1,5 bis 2 Zentimeter breit werden. Im oberen Schaftsbereich sind sie wiederum länglich-lanzettlich und werden 3 bis 5 Zentimeter lang sowie 1,3 bis 1,5 Zentimeter breit. Die rosaroten bis dunkelbraunen, außen filzig behaarten, gerillten und hartledrigen aber auch papierartigen Tragblätter sind bei einer Länge von 1,5 bis 2,5 Zentimetern sowie einer Breite von 0,5 bis 1 Zentimetern länglich bis bootförmig mit gestutzten bis abgerundeten oberen Ende und mit langen weißen Haaren bewimperten Rändern. Jedes der Tragblätter trägt eine einzelne Blüte. Die rosaroten, membranartigen aber sehr dünnen 0,5 bis 0,6 Zentimeter langen und rund 0,2 Zentimeter breiten Deckblätter sind an ihrer Basis zu einer etwa 0,3 Zentimeter langen, an der Außenseite filzig behaarten Röhre verwachsen, welche einfach gezähnt ist. Die gezähnte Spitze wird rund 0,2 Zentimeter lang und ist mit langen Haaren besetzt.
Die zwittrigen Blüten sind zygomorph und dreizählig mit doppelten, weißen Perianth. Die drei hellbraunen und membranartigen, aber dünnen Kelchblätter sind auf einer Länge von 0,5 bis 0,6 Zentimetern röhrenförmig miteinander verwachsen und sind mit einer Länge von 1 bis 1,2 Zentimeter sowie einer Breite von etwa 0,2 Zentimeter kürzer als die Kronröhre. Sie sind dreifach gezähnt, wobei die Kelchzähne 0,2 bis 0,6 Zentimeter lang sind und haben eine filzig behaarte Außenseite sowie eine kappenförmige Spitze. Die drei weißen und 2 bis 2,5 Zentimeter langen, membranartigen und kahlen Kronblätter sind zu einer 1 bis 1,2 Zentimeter langen, ledrigen und unbehaarten Kronröhre verwachsen. Es sind drei ebenfalls weiße und unbehaarte, membranartige Kronlappen vorhanden. Der mittlere Kronlappen ist 1 bis 1,3 Zentimetern lang und 0,8 bis 1 Zentimeter breit mit kappenförmigen oberen Ende. Die beiden seitlichen Kronlappen sind bei einer Länge von 1 bis 1,3 Zentimetern sowie einer Breite von 0,6 bis 0,7 Zentimetern etwas schmäler und haben ebenfalls ein kappenförmiges oberes Ende. Nur das mittlere der Staubblätter des inneren Kreises ist fertil. Das fertile Staubblatt besitzt einen abgeflachten, etwa 0,3 Zentimeter langen, kahlen, weißen Staubfaden. Die zwei weißen aber entlang des Spaltes rötlich braunen Hälften des unbehaarten Staubbeutels sind bei einer Länge von etwa 0,6 Zentimetern und einer Breite von rund 0,3 Zentimetern länglich. Die drei Staminodien des inneren Kreises sind zu einem Labellum verwachsen. Das 1,5 bis 1,6 Zentimeter lange ebenso breite, membranartige Labellum ist weiß mit einem gelben Streifen in der Mitte; es ist an seiner Oberseite an der Basis und in der Mitte filzig behaart und besitzt eine dreifach gelappte und wellige Spitze. Die seitlichen, weißen Staminodien sind bei einer Länge von 0,3 bis 0,4 Zentimetern pfriemförmig. Drei Fruchtblätter sind zu einem dreikammerigen, behaarten, bei einem Durchmesser von rund 0,3 Zentimetern kugelförmigen und blasigen oder kropfigen Fruchtknoten verwachsen. Jede Fruchtknotenkammer enthält etwa zwölf Samenanlagen. Der Griffel ist behaart und endet in einer becherförmigen und unbehaarten Narbe mit bewimperter Spitze.
Der Schaft des Fruchtstandes ist grün bis braun, an der Basis kahl und im oberen Bereich filzig behaart, 1,5 bis 2 Meter lang und etwa 0,5 Zentimeter dick. In einem rund 10 Zentimetern langen sowie circa 5 Zentimetern dicken Fruchtstand befinden sich etwa 15 Kapselfrüchte. Die bei einer Länge von 1,5 bis 2,5 Zentimeter sowie einem Durchmesser von 1 bis 2 Zentimetern kugelförmigen Kapselfrüchte sind hellgrün gefärbt. Die behaarte Oberfläche der Früchte ist stachelig. Jedes der drei Fruchtfächer enthält rund zehn bis zwölf Samen. Die kahlen, gelblich braunen Samen sind bei einem Durchmesser von 3 bis 4 Millimetern kugelig und haben eine blasige Oberfläche.

## Vorkommen
Das natürliche Verbreitungsgebiet von Amomum celsum liegt im südöstlichen Laos und dem zentralen Vietnam. Soweit bisher bekannt kommt die Art an zwei Standorten Populationen, welche in der laotischen Provinz Attapeu und der vietnamesischen Provinz Kon Tum liegen. In der Provinz Savannakhet in Laos existiert möglicherweise ein weiteres Vorkommen, da dort im Jahr 1927 Pflanzenmaterial dieser Art zwischen den Ortschaften Xinh xa ne and Lang Xoane’ gesammelt wurde. Die beiden Ortsnamen sind keine heute bekannten Ort mehr zuordenbar, wodurch das Vorkommen nicht bestätigt werden konnte. Da zu jener Zeit die Provinz Savannakhet auch Teile der heutigen Provinz Attapeu umfasste wäre es auch möglich, dass es sich dabei um das bereits bekannte Vorkommen in jener Provinz handelt. Die Art gedeiht in Höhenlagen von 349 bis 481 Metern im Tiefland in offenen immergrünen und sommergrünen Mischwäldern.

## Taxonomie
Die Erstbeschreibung als Amomum celsum erfolgte 2012 durch Vichith Lamxay und Mark Fleming Newman in Edinburgh Journal of Botany, Band 69, Nummer 1, Seite 117.

## Gefährdung und Schutz
Amomum celsum wird in der Roten Liste der IUCN seit 2011 als „gering gefährdet“ geführt. Der Bestand der Art wird als rückläufig angesehen. Als Hauptgefährdungsgrund wird der Habitatsverlust durch Umwandlung der Waldflächen in Ackerland sowie Holzschlägerungen genannt.